# Francisco Radler de Aquino Neto
Francisco Radler de Aquino Neto (31 de dezembro de 1948) é um pesquisador brasileiro, membro titular da Academia Brasileira de Ciências na área de Ciências Químicas desde 28 de maio de 2001.
É professor emérito do Instituto de Química da Universidade Federal do Rio de Janeiro, tendo desenvolvido pesquisas relacionadas ao doping esportivo e testes antidoping. Seu laboratório foi o primeiro da América do Sul autorizado a fazer exames antidoping pelo Comite Olímpico Internacional.
Foi condecorado com a comenda da Ordem Nacional do Mérito Científico.